# میچیانو
میچیانو (به ایتالیایی: Micciano) یک منطقهٔ مسکونی در ایتالیا است که در پومارانچه واقع شده‌است. میچیانو ۶۰ نفر جمعیت دارد و ۴۷۳ متر بالاتر از سطح دریا واقع شده‌است.